# Nuria Obeso Almeida
Nuria Obeso Almeida, coneguda esportivament com a Nuria Almeida (Gijón, 13 de novembre de 2001) és una jugadora d'hoquei sobre patins asturiana.
Formada en les categories inferiors del Telecable Hockey Club, debutà amb el primer equip la temporada 2017-18. Amb el club asturià ha guanyat dues Lligues de Campions (2017-18, 2022-23), tres OK Lligues (2017-18, 2022-23, 2024-25), dues Copes de la Reina (2019, 2023), dues Supercopes espanyoles (2022-23, 2023-24) i una Copa Intercontinental (2024).
Entre altres reconeixements, fou escollida Jugadora revelació de l'OK Lliga de la temporada 2021-22.